# Refugiados na Segunda Guerra Mundial
A evacuação em massa, o deslocamento forçado, a expulsão e a deportação de milhões de pessoas ocorreram na maioria dos países envolvidos na Segunda Guerra Mundial. Alguns desses fenômenos foram categorizados como violações dos valores e normas humanos fundamentais pelo Tribunal de Nuremberg após o fim da guerra. O movimento de massas - a maioria deles refugiados - foi causado pelas hostilidades, ou imposto pelo antigo Eixo e pelas potências aliadas, com base em ideologias de raça e etnia, culminando nas mudanças de fronteira do pós-guerra decretadas pelos assentamentos internacionais. A crise de refugiados criada em territórios anteriormente ocupados na Segunda Guerra Mundial forneceu o contexto para grande parte da nova arquitetura internacional de refugiados e direitos humanos existente atualmente. Os beligerantes de ambos os lados se envolveram em formas de expulsão de pessoas percebidas como estando associadas ao inimigo. A principal localização para os deslocamentos em tempo de guerra foi a Europa Oriental-Central e Oriental, embora os japoneses tenham sido expulsos durante e depois da guerra pelas potências aliadas de locais na Ásia, incluindo a Índia. O Holocausto também envolveu deportações e expulsões de judeus além do subsequente genocídio perpetrado pela Alemanha nazista sob os auspícios de Aktion Reinhard.